# Pani Zamieć (film)
Pani Zamieć (niem. Frau Holle) – niemiecki film familijny z 2008 roku, należący do cyklu filmów telewizyjnych Najpiękniejsze baśnie braci Grimm. Film jest adaptacją baśni braci Grimm pt. Pani Zima.

## Fabuła
Mała dziewczynka Marie mieszka z macochą i przyrodnią siostrą Louise. Louise jest bardzo leniwa i Marie wykonuje za nią wszystkie domowe obowiązki. Pewnego razu podczas pracy upuszcza do studni wrzeciono. Dziewczynka, bojąc złości swojej macochy i postanawia wskoczyć do studni. Okazuje się, że w ten sposób trafiła do magicznej krainy Pani Zamieci, w której zwierzęta i drzewa potrafią mówić ludzkim głosem. 

## Obsada[1]
- Marianne Sägebrecht: Pani Zamieć
- Herbert Feuerstein: Timor
- Lea Eisleb: Marie Weber
- Camille Dombrowsky: Luise Weber
- Johanna Gastdorf: wdowa Weber
- Franziska Troegner: Wirtin
- Peter Prager: Johann